# Lembas
Lembas es el nombre que recibe un alimento ficticio perteneciente al legendarium del escritor J. R. R. Tolkien. Se trata de un pan que recupera las fuerzas de aquel que lo toma. Está hecho con cereales que la Valië Yavanna sembró en los campos de Aman, y que los Eldar obtuvieron como regalo durante su Gran Marcha. Más tarde, éstos sembrarían por su cuenta el cereal, que crecía rápidamente y solo necesitaba un poco de luz solar. Sin embargo, la elaboración del pan sólo era conocida por unas pocas elfas, las llamadas Yavannildi o Ivorwin ("Doncellas de Yavanna" en las lenguas quenya y sindarin, respectivamente), a las que Yavanna había enseñado el secreto de cómo elaborarlas. En El Señor de los Anillos, Galadriel es la responsable de la preparación del lembas en Lórien. Según El Silmarillion, Galadriel aprendió el secreto de la preparación de este pan de Melian, la reina consorte de Doriath y una maia que había trabajado junto a Yavanna en Valinor antes del despertar de los Elfos.
Inicialmente, hasta antes de la llegada de la Compañía del Anillo a Lórien, sólo los elfos podían comer lembas, ya que los Valar habían prohibido compartirlo con mortales. El motivo de ello era que si algún mortal las tomaba, desearía la inmortalidad de los elfos e ir a las Tierras Imperecederas, lo cual no estaba permitido.
Cuando la Compañía come de él, Gimli lo confunde con su contraparte de los hombres: el cram, aunque los elfos digan que las lembas superan al cram en todo aspecto

## Etimología del nombre
Lembas es un nombre compuesto en sindarin, que significa "Pan de viaje":
- lend: viaje, ruta, camino.
- (m-)bass: pan.

En quenya las llamaban coimas, que significa "Pan de vida".